# Nol van Berckel

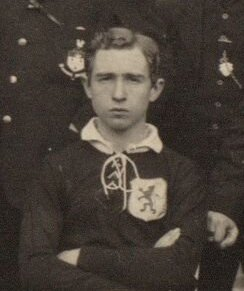
Nol van Berckel (1911)

Arnoldus „Nol“ Louis Maria van Berckel (* 22. Dezember 1890 in Amsterdam; † September 1973) war ein niederländischer Fußballspieler. Er bestritt zwischen 1910 und 1912 sechs Länderspiele für die niederländische Fußballnationalmannschaft und erzielte dabei zwei Tore, jeweils eines 1910 beim 2:1 gegen Deutschland und 1912 beim 4:3-Sieg über Belgien.
Später machte er eine juristische Karriere. Nach dem Zweiten Weltkrieg war er Gerichtspräsident in Den Haag und wirkte bei der Verurteilung niederländischer NS-Größen wie Anton Adriaan Mussert mit.